# Білозорка еквадорська
Білозорка еквадорська (Tachycineta stolzmanni) — вид горобцеподібних птахів родини ластівкових (Hirundinidae).

## Назва
Його видовий епітет вшановує польського орнітолога Яна Станіслава Штольцмана (1854-1928), який здійснив дослідницьку поїздку до Перу в 1871 році.

## Поширення
Цей вид поширений на південно-західному узбережжі Еквадору (провінція Лоха) і на північному заході Перу (на південь до регіону Ла-Лібертад). Ця ластівка зазвичай живе на відкритих місцях, біля води.

## Спосіб життя
Харчується літаючими комахами. Трапляється парами або невеликими групами. Гніздо розташоване в дуплі дерева, або між скелями чи штучними спорудами. Будує своє гніздо з пір'я та деяких рослинних волокон.